# 애비게일 카우언
애비게일 카우언(영어: Abigail Cowen, 1998년 3월 18일 ~ )은 미국의 배우이다.